# SCALP
Lo SCALP, acronimo di Système de croisière conventionnel autonome à longue portée, è un missile da crociera aviolanciabile a lungo raggio, sviluppato fin dal 1994 dalla Matra ed attualmente commercializzato dalla MBDA. La versione britannica in dotazione alla RAF è stata rinominata Storm Shadow.
È derivato dal missile antipista (pista d'aerodromo) APACHE, la differenza principale è la realizzazione di una testata, invece di submunizioni. Proprio come l'APACHE, l'arma può colpire il nemico in profondità, a prescindere dalla difesa aerea (grazie alle sue caratteristiche stealth). Non contenendo elementi provenineti dagli Stati Uniti è ITAR free.
Il missile è disponibile in versione aria-superficie (Scalp-EG/Storm Shadow) e mare-superficie (Scalp Naval o Missile de croisière naval (MdCN)).

## SCALP EG
Lo SCALP EG è un'arma strategica, i cui bersagli tipici sono posti di comando, infrastrutture aeroportuali e portuali, ponti, depositi di munizioni, navi e sottomarini attraccati.
Lo SCALP EG è stato adottato da Regno Unito (variante chiamata Storm Shadow), Francia, Italia, Grecia ed Emirati Arabi Uniti (variante chiamata Black Shaheen) per essere utilizzato da vari tipi di aerei. Ne è prevista l'integrazione su: Tornado GR4, Tornado IDS, Eurofighter, Harrier II, Mirage 2000, Rafale e può anche essere montato sotto le ali dei Sukhoi Su-24 ucraini e degli F-35 Lightning II, ma, a causa delle dimensioni, non nella stiva interna.

## Caratteristiche
Il missile è stato progettato con tecnologie che ne limitano la sezione radar equivalente, in inglese Radar Cross Section (RCS), e quella infrarossa. La configurazione aerodinamica prevede alette alte ripiegabili, un'unica presa d'aria posta nella parte inferiore e un'ogiva con sportellino a perdere che accoglie i sensori di tipo ottico.
Lo Storm Shadow è spinto da un motore turbogetto Turbomeca (gruppo SAFRAN) Microturbo TRI 60-30 da 5,4 kN di spinta. I motori Turbomeca della serie Microturbo alimentano un vasto numero di armi, come i droni bersaglio Mirach 100/5 e C22, il missile antinave SAAB Dynamics RBS15 e il missile antinave NSM della Kongsberg Defense. Lo Storm Shadow raggiunge una velocità massima di Mach 0,8. La gittata dichiarata da MBDA è superiore a 250 km. Il dato esatto è chiaramente secretato e varia in base a molteplici fattori, come la quota di lancio o il profilo di volo del missile, ma molti osservatori militari concordano nel dire che la gittata sia molto superiore a quella dichiarata.
Il sistema di guida fire and forget del missile è molto sofisticato e si basa su varie tipologie di sensori: nella fase di crociera il missile è guidato sul bersaglio da un sistema INS e GPS coadiuvato da un apparato TERPROM basato su un radar altimetrico che consente allo Storm Shadow di seguire il profilo del terreno. Nella fase finale, la guida è gestita da un sistema IIR che confronta l'immagine vista dal sensore con quella del bersaglio, immagazzinata nella memoria. Il missile è completamente autonomo: una volta sganciato, si dirige sulle coordinate impostate prima del volo senza ulteriori controlli. Il retargeting non è possibile.
Il missile dispone di una testata a due stadi di tipo BROACH: una carica cava consente al missile di penetrare nel bersaglio e, in un momento successivo, la spoletta ritardata fa detonare la carica principale.

## Inventario

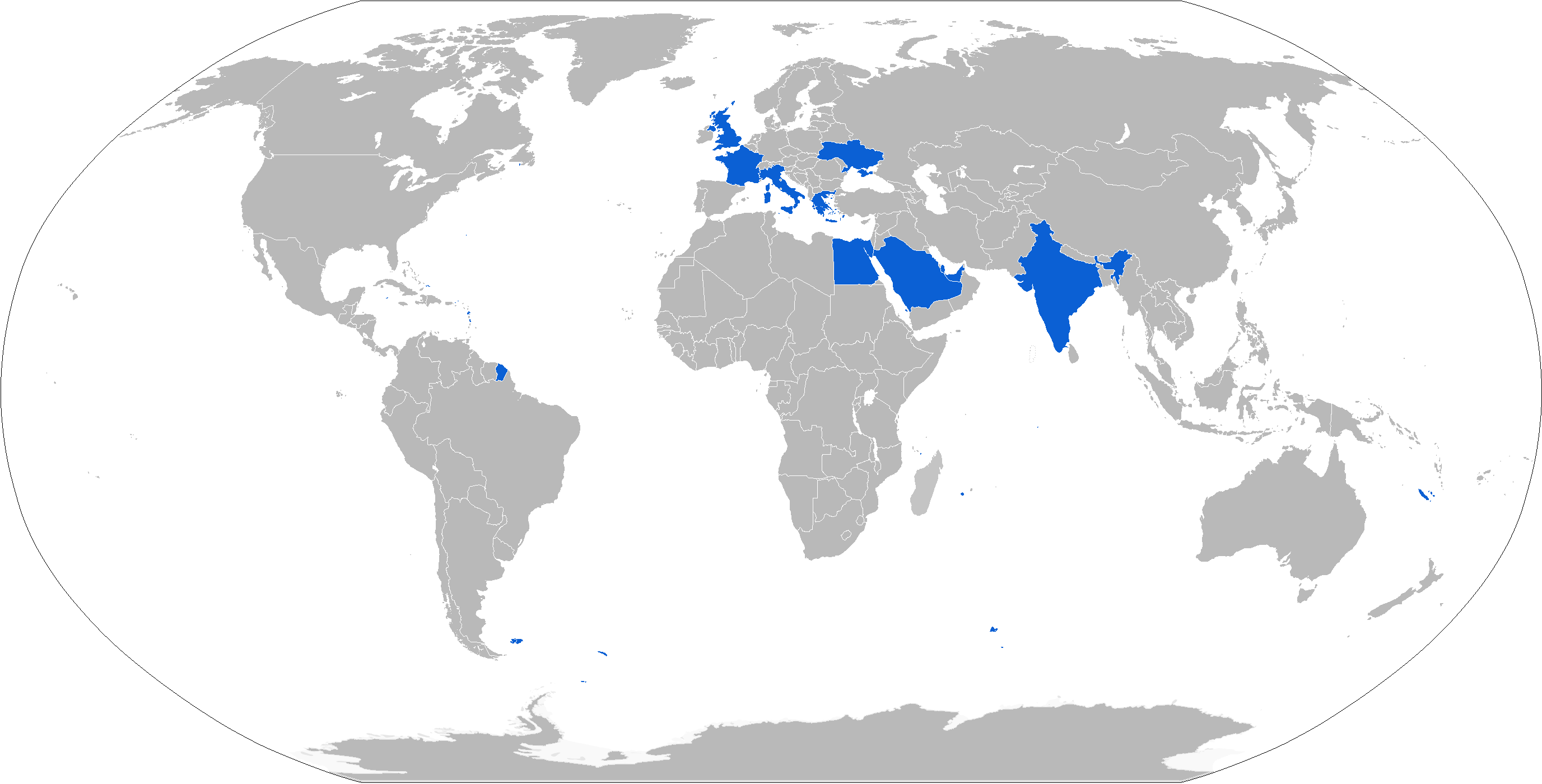
Utilizzatori dello SCALP EG

Gli attuali utilizzatori dello Scalp EG/Storm Shadow:
- Regno Unito[senza fonte]: 900 Storm Shadow per la Royal Air Force
- Francia[senza fonte]: 500 SCALP EG per l'Armée de l'air; 200 Scalp Naval ordinati per la Marine nationale
- Italia[5]: 200 Storm Shadow per l'Aeronautica Militare
- Grecia[4]: 34 SCALP EG per la Polemikí Aeroporía
- Emirati Arabi Uniti[senza fonte]: ? Black Shaheen per l'Al Imarat al Arabiyah al Muttahidah
- Ucraina: forniti da Italia, Francia e Regno Unito nel corso della guerra tra Russia e Ucraina.[6][7]

## Impiego
- Nel dicembre 2000 un Mirage 2000 Francese è il primo aereo ad effettuare lo sgancio di uno SCALP EG presso il poligono di Biscarosse.
- Il 25 maggio 2001 un Tornado GR4 è il primo aereo Inglese a effettuare un lancio, sempre all'interno del programma di qualifica presso il poligono di Warton.
- Nel 2003 i Tornado GR4 inglesi sono i primi aerei a utilizzare lo Storm Shadow a livello operativo nella seconda guerra in Iraq.
- Il 12 settembre 2006 tre Tornado IDS del 154º Gruppo del 6º Stormo dell'Aeronautica Militare, con un C-130J della 46ª Aerobrigata, partono per il poligono sudafricano di Overberg, dove è stato portato a termine il programma di integrazione del missile sui Tornado italiani.
- La notte del 19 marzo 2011, la RAF impiegava i missili del modello Storm Shadow su obbiettivi libici nell'ambito dell'operazione Odyssey Dawn.
- Il 14 aprile 2018 i Tornado GR4 della Royal Air Force, i Dassault Rafale della Armée de l'air e la fregata classe FREMM "Aquitaine" della Marine Nationale hanno lanciato missili Storm Shadow e SCALP contro obiettivi governativi siriani a Homs e Damasco durante la guerra civile siriana in reazione al presunto attacco chimico contro civili di Duoma da parte delle forze armate siriane.
- Il 22 settembre 2023 un missile Storm Shadow o SCALP, fornito agli ucraini, ha bucato le difese aeree russe andando a colpire comando generale della flotta russa [8] del Mar Nero a Sebastopoli. Durante l'attacco, sarebbero stati uccisi 33 ufficiali e ferite centocinque persone. L'Ucraina ha rivendicato anche l'uccisione dell'ammiraglio Viktor Nikolaevič Sokolov ma l'informazione è stata messa in dubbio [9]. Resta sconosciuto il vettore di lancio del missile, anche se si presume che sia stato un Sukhoi Su-24, opportunamente modificato, ancora in dotazione all'aeronautica militare ucraina.

Alla fine di aprile 2024, il Segretario della Difesa del Regno Unito Grant Shapps ha rivelato che l'Italia, insieme a Francia e Regno Unito, ha fornito missili da crociera Storm Shadow all'Ucraina. Questo rappresenta la prima volta che l'Italia viene citata tra i fornitori di tali missili all'Ucraina.

## Sviluppi futuri
MBDA ha sviluppato una versione dello SCALP, chiamata Scalp Naval, o Missile de croisière naval (MdCN), lanciabile da navi oppure da sommergibili. Con una gittata di circa 1600 km e una velocità di 1000 km/h (superiore al BGM-109 Tomahawk), concettualmente è molto simile al BGM-109 Tomahawk. Il 4 gennaio 2007, il governo francese ha inoltrato ad MBDA un ordine di 250 missili per un valore di 910 milioni di Euro, la cui consegna è avvenuta nel 2013. 
Il missile è stato già messo alla prova con successo a maggio 2010 nella base di Biscarosse, con un lancio verticale da sistema Sylver A70 posizionabile sulle fregate della Classe FREMM.